# Ferroxidase
Une ferroxidase ou ferroxydase (ou fer(II):oxygène oxydoréductase) est une alpha-2-glycoprotéine de la classe des oxydoréductases, donc une enzyme (EC 1.16.3.1). Les ferroxidases sont également des protéines de transport : elles transportent 90 % du cuivre du sang (une molécule transporte 7 ou 8 ions par molécule). Ces enzymes sont aussi impliquées dans le métabolisme du fer avec comme cofacteur le cuivre selon la réaction suivante :
- 4 Fe2+ + 4 H+ + O2 ⇔ 4 Fe3+ + 2 H2O

## Exemples
Les gènes humains encodant des protéines ayant une activité ferroxidase incluent :
- CP - céruloplasmine ou céruléoplasmine
- FTH1 - chaîne lourde de ferritine
- FTMT - ferritine mitochondriale
- HEPH - héphaestine

## Aspects génétiques
Elle est codée par le gène CP localisé sur le locus q23-q24  du chromosome 3. La mutation pathologique de ce gène est responsable de l'acéruléoplasminémie.

## Interprétation du taux de céruloplasmine

### Taux abaissés
Des taux de céruloplasmine inférieurs à la normale peuvent correspondre à :
- Maladie de Menkès  (très rare)
- Maladie de Wilson[1] (une maladie rare du stockage du cuivre)
- Acéruléoplasminémie

### Taux élevés
Des taux de céruloplasmine supérieurs à la normale peuvent correspondre à :
- grossesse
- lymphome
- inflammation aiguë et chronique : c'est une protéine de phase aiguë
- arthrite rhumatoïde